# Rhuddlan Castle
Rhuddlan Castle (Welsh:Rhuddlan) is een  kasteelruïne in Rhuddlan, Denbighshire, Wales. Het is gebouwd in opdracht van de Engelse koning Eduard I in 1277 na de Eerste Welshe Oorlog.

## Geschiedenis
Het plaatsje Rhuddlan was al lang voor de bouw van het kasteel het machtscentrum van de lokale omgeving. Aan het einde van de 11e begon de Normandische verovering van Wales, aansluitend op de Normandische verovering van Engeland. 
Vanaf 1216 had het prinsdom Wales de facto zelfbestuur, maar de prins van Wales Llywelyn ap Gruffydd kwam in rond 1275 regelmatig in conflict met Edward I. Die besloot daarop de recalcitrante vazal met een strafexpeditie tot rede te brengen.
In juli 1277, verliet Eduard I met zijn 15.500 man sterke leger Chester en zette een post op in het in Wales gelegen Flint. Daar werd direct begonnen met de bouw van Flint Castle. Het leger rukte op langs de noordelijke kust van Wales en in augustus bereikte het Rhuddlan. Llywelyn ap Gruffydd besefte al snel de hopeloze situatie en in november 1277 werd het Verdrag van Aberconwy getekend tussen Llywelyn ap Gruffydd en Edward I.
Om de terreinwinst aan de noordelijke kust van Wales te consolideren begon Edward I direct met de bouw van enkele kastelen. Waaronder ook Flint Castle. In eerste instantie onder leiding van Meester Bertram, maar dit werd al snel overgedragen aan James of St. George. 
Elizabeth, de achtste dochter van Edward I, is in Rhuddlan geboren in 1282, hetzelfde jaar dat het kasteel voltooid was.  
In 1282 brak een tweede rebellie uit van de Welsh. Nadat ook deze opstand was neergeslagen werd Wales grotendeels Engeland ingelijfd. Dit gebeurde middels het Statuut van Rhuddlan dat in 1284 in het kasteel werd afgekondigd.  
In 1294 viel Madog ap Llywelyn tijdens een Welshe rebellie het kasteel aan, maar kon het niet veroveren.
In 1400 probeerde Owain Glyndŵr het kasteel te veroveren tijdens de laatste grote onafhankelijkheidsoorlog van Wales. Hierbij raakte de stad zwaar beschadigd, maar het kasteel werd niet veroverd. Hierna raakte het kasteel langzaam in verval en verloor het aan belang.
In de Engelse Burgeroorlog speelde het nog een kleine rol. De koningsgezinde Cavaliers bezetten het kasteel, maar een belegering in 1646 door het parlementaire leger, de Roundheads, maakte hier een eind aan. Hierna vernielden de Roundheads het kasteel in 1648 om verder gebruik tegen te gaan.

## Cadw
Tegenwoordig wordt het kasteel beheerd door Cadw, een Welshe overheidsorganisatie met de missie om historische gebouwen in Wales te behouden en te promoten. 